# Guarijío

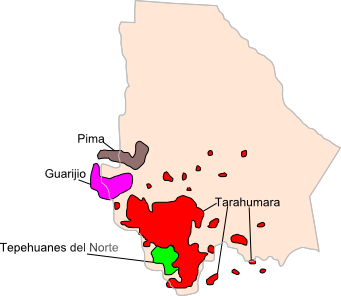
Localització de les ètnies de Sonora (INEGI).

El guarijío (també huarijío, warijío o varijío) és una llengua uto-asteca del grup de llengües taracahites parlada per aproximadament 1.313 persones al nord-oest de Mèxic de l'ètnia dels guarijíos, molts dels quals, especialment dones, són monolingües.

## Distribució geogràfica
Hi ha un parell de dialectes o varietats geogràfiques de guarijío, conegudes com a guarijío de la serra i guarijío del riu. El dialecte de la serra es parla principalment en l'orient del municipi d'Uruachi (amb alguns parlants en el municipi de Moris al nord i el municipi de Chínipas al sud) i als voltants d'Arechuyvo, en l'estat de Chihuahua. El dialecte del riu es troba al sud-oest, la majoria dels parlants habiten a la vora del riu Mayo i el rierol Guajaray, al nord de San Bernardo, municipi d'Álamos, a l'estat de Sonora.
Els guarijíos de la serra anomenen -macurawe o -makulái als guarijíos del riu i s'anomenen a si mateixos -warihó. Els guarijios de riu s'anomenen a si mateixos -warihío i anomenen als de la serra "tarahumaras". Encara que aquests dialectes presenten diferències sistemàtiques no són molt diferents entre si. No hi ha molt contacte entre els dos grups i encara que els dialectes són clarament diferents, lingüísticament no són molt diferents, a pesar que els parlants diuen que l'enteniment mutu és difícil.

## Varietats
Conforme a l'INALI, el guarijío té dues variants:
- Guarijío del nord o warihó. Té 696 parlants aproximadament.[1]
- Guarijío del sud o makurawe. Té 617 parlants aproximadament.[1]

## Estatut oficial
Aquesta llengua juntament amb totes les llengües indígenes de Mèxic i l'espanyol van ser reconegudes com a "llengües nacionals" a causa de la Ley General de Derechos Lingüísticos de los Pueblos Indígenas promulgada i publicada l'any 2003.

## Fonologia
A continuació es mostren els quadres de vocals i consonants que explica la llengua guarijío.

### Vocals
|         | Anterior | Central | Posterior |
| ------- | -------- | ------- | --------- |
| Tancada | i        |         | u         |
| Mitjana | e        |         | o         |
| Oberta  |          | a       |           |

El guarijío distingeix entre vocals llargues i breus i l'accent és fonèmico.

### Consonants
L'inventari de consonants del guarijío del nord inclou:
|                | labial | labial | alveolar | alveolar | palatal | palatal | velar | velar | glotal | glotal |
| -------------- | ------ | ------ | -------- | -------- | ------- | ------- | ----- | ----- | ------ | ------ |
| oclusiva sorda | p      | p      | t        | t        |         |         | k     | k     | ʔ      | ʔ      |
| africada       |        |        |          |          | tʃ ͡     | tʃ ͡     |       |       |        |        |
| fricativa      |        |        | s        | s        | (ʃ)     | (ʃ)     |       |       | h      | h      |
| aproximantes   | w      | w      | l, ɾ     | l, ɾ     | j       | j       |       |       |        |        |
| nasal          | m      | m      | n        | n        |         |         |       |       |        |        |

- Les oclusives /p, t, k/ tenen al·lòfons sords [p, t, k] i sonors [b, ɾ, g]. Els al·lòfons [b],[g] apareixen quan els fonemes /p, k/ van entre dues vocals, la segona de les quals és sorda. L'al·lòfon [ɾ] de /t/ apareix entre dues vocals àtones post-tòniques.
- El fonema /s/ a més d'al·lòfon principal [s] té [ʃ] davant /i/, en certs casos la vocal /i/ "cau" cosa que produeix un contrast fonològic entre /s/ i /ʃ/ a final de síl·laba.

## Gramàtica
El guarijío té un tret tipològicament rar consistent a tenir com a ordre bàsic l'ordre sintàctic objecto verb subjecte (OVS). De totes les ordenacions possibles aquesta és la que menys es troba entre les llengües del món (moltes altres llengües utoasteques presenten un ordre SOV o VSO).
La morfologia nominal és relativament simple, igual que en nàhuatl el nom presenta dues formes bàsiques de singular són:
- La forma d'absolutiu marcada pel sufix /-la/ o zero (en nàhuatl /-tli/ o zero)
- La forma posseïda marcada pel sufix /-wa/ (en nàhuatl /-wi/).

Les formes de plural, igual que en nàhuatl, són de dos tipus: per reduplicació de la síl·laba inicial o marcades pel sufix procedent del proto-utoasteca -el meu (les diferències principals són en nàhuatl apareixen altres marques secundàries de plural i també que es fa un ús molt més restringit de la reduplicació).

## Mèdia
S'estan emetent programes de ràdio en guarijío a l'emissora XEETCH situada a Etchojoa (Sonora) i dependent de la CNDPI.